# تاریخ فرانسه
اولین نوشته‌های مربوط به تاریخ فرانسه در عصر آهن ظاهر شد. آنچه اکنون فرانسه است، بخش عمده‌ای از منطقه‌ای را که رومی‌ها به نام گال می‌شناختند، تشکیل می‌داد. نویسندگان یونانی حضور سه گروه اصلی قومی-زبانی را در این منطقه یادآور شدند: گال‌ها، آکیتانی‌ها و بلژها. گال‌ها، بزرگ‌ترین و بهترین گروه شناخته شده، مردم سلت بودند که به زبان گالی صحبت می‌کردند. در طول هزاره اول قبل از میلاد، یونانی‌ها، رومی‌ها و کارتاژی‌ها در سواحل مدیترانه و جزایر فراساحلی مستعمره‌هایی ایجاد کردند. جمهوری روم در اواخر قرن دوم قبل از میلاد، گال جنوبی را به عنوان استان گالیا ناربوننسیس ضمیمه کرد و لژیون‌های رومی تحت فرمان ژولیوس سزار، بقیه گول را در جنگ‌های گالی در ۵۸–۵۱ قبل از میلاد فتح کردند. پس از آن، فرهنگ گالو-رومی ظهور کرد و گال به‌طور فزاینده‌ای در امپراتوری روم ادغام شد.
در مراحل بعدی امپراتوری روم، گال در معرض حملات و مهاجرت‌های وحشیانه قرار گرفت که مهم‌ترین آنها توسط فرانک‌های ژرمنی بود. پادشاه فرانک، کلوویس یکم، در اواخر قرن پنجم بیشتر گال را تحت سلطه خود متحد کرد و زمینه را برای سلطه فرانک‌ها در منطقه برای صدها سال فراهم کرد. قدرت فرانک‌ها در زمان شارلمان به اوج خود رسید. پادشاهی قرون وسطایی فرانسه از بخش غربی امپراتوری کارولنژی شارلمان، که به نام فرانک باختری شناخته می‌شود، ظهور کرد و تحت حکومت خاندان کاپت که توسط هوگ کاپه در سال ۹۸۷ تأسیس شد، به برجستگی بیشتری دست یافت.
پس از مرگ آخرین پادشاه مستقیم کاپتی در سال ۱۳۲۸، بحران جانشینی به سری درگیری‌های معروف به جنگ صد ساله بین دودمان والوآ و دودمان پلانتاژنه منجر شد. این جنگ پس از تلاش فیلیپ ششم برای تصرف دوک‌نشین آکیتن از وارث قانونی آن، ادوارد سوم انگلستان، مدعی پلانتاژنت برای تاج و تخت فرانسه، در سال ۱۳۳۷ به‌طور رسمی آغاز شد. علیرغم پیروزی‌های اولیه پلانتاژنت، از جمله اسیر شدن و دریافت باج از ژان دوم فرانسه، بخت و اقبال در اواخر جنگ به نفع والوآ تغییر کرد. از جمله چهره‌های برجسته جنگ، ژاندارک، دختر دهقانی فرانسوی بود که نیروهای فرانسوی را علیه انگلیسی‌ها هدایت کرد و خود را به عنوان یک قهرمان ملی معرفی کرد. این جنگ با پیروزی والوآ در سال ۱۴۵۳ پایان یافت.
پیروزی در جنگ صد ساله باعث تقویت ملی‌گرایی فرانسه و افزایش چشمگیر قدرت و قلمرو پادشاهی فرانسه شد. در دوره رژیم پیشین در طول قرن‌های بعدی، فرانسه از طریق رنسانس و اصلاحات پروتستانی به یک سلطنت مطلقه متمرکز تبدیل شد. در اوج جنگ‌های مذهبی فرانسه، فرانسه در بحران جانشینی دیگری گرفتار شد، زیرا آخرین پادشاه والوا، هانری سوم، علیه دو گروه رقیب، خاندان بوربون و خاندان گیز جنگید. هانری چهارم، پادشاه بوربون، در این درگیری پیروز شد و سلسله بوربون را تأسیس کرد. یک امپراتوری استعماری جهانی در حال رشد در قرن شانزدهم تأسیس شد. قدرت سیاسی پادشاهی فرانسه در زمان حکومت لوئی چهاردهم، به اوج خود رسید.
در اواخر قرن هجدهم، سلطنت و مؤسسات مرتبط با آن در انقلاب فرانسه سرنگون شدند. این کشور برای مدتی به عنوان یک جمهوری اداره می‌شد تا اینکه امپراتوری فرانسه ناپلئون بناپارت اعلام شد. پس از شکست او در جنگ‌های ناپلئونی، فرانسه چندین تغییر رژیم دیگر را پشت سر گذاشت، به عنوان یک پادشاهی اداره شد، سپس به‌طور خلاصه به عنوان یک جمهوری دوم و سپس به عنوان یک امپراتوری دوم، تا اینکه جمهوری سوم فرانسه در سال ۱۸۷۰ تأسیس شد.
فرانسه یکی از قدرت‌های تفاهم سه‌گانه در جنگ جهانی اول علیه آلمان و قدرت‌های مرکزی بود. فرانسه یکی از قدرت‌های متفقین در جنگ جهانی دوم بود، اما در سال ۱۹۴۰ توسط آلمان نازی فتح شد. جمهوری سوم برچیده شد و بیشتر کشور به‌طور مستقیم توسط آلمان کنترل می‌شد در حالی که جنوب کشور تا سال ۱۹۴۲ توسط دولت همکاری‌گر ویشی کنترل می‌شد. شرایط زندگی سخت بود زیرا آلمان غذا و نیروی کار را از بین می‌برد و بسیاری از یهودیان کشته شدند. جنبش فرانسه آزاد بر امپراتوری استعماری مسلط شد و مقاومت زمان جنگ را هماهنگ کرد. پس از آزادی در سال ۱۹۴۴، جمهوری چهارم تأسیس شد. فرانسه به آرامی رو به بهبود رفت. جنگ‌های طولانی در هندوچین و الجزایر منابع فرانسه را تخلیه کرد و به شکست سیاسی منجر شد. در پی بحران الجزایر در سال ۱۹۵۸، شارل دوگل جمهوری پنجم فرانسه را تشکیل داد. در دهه ۱۹۶۰، غیرمستعمرات‌سازی باعث شد تا بیشتر امپراتوری استعماری فرانسه مستقل شوند، در حالی که بخش‌های کوچکتر به عنوان بخش‌های فرامرزی و اجتماعات به دولت فرانسه ملحق شدند. از زمان جنگ جهانی دوم، فرانسه عضو دائم شورای امنیت سازمان ملل متحد و ناتو بوده‌است. پس از سال ۱۹۴۵، نقش مرکزی در فرایند اتحاد ایفا کرد که منجر به اتحادیه اروپا شد. اگرچه رشد اقتصادی فرانسه در سال‌های اخیر کند شده‌است. ولی فرانسه همچنان یک عامل اقتصادی، فرهنگی، نظامی و سیاسی قوی در قرن بیست و یکم است.

## ماقبل تاریخ

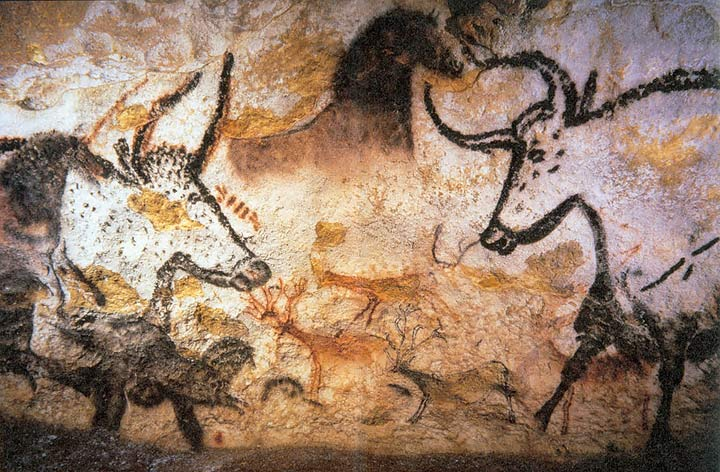
نقاشی در غار لاسکو ۱۵۰۰ قبل از میلاد

کشف ابزارهای سنگی در چیلهک (۱۹۶۸) و Lézignan-la-Cèbe در سال ۲۰۰۹ نشان می‌دهد که ممکن است اجداد پیش از انسان حداقل ۱٫۶ میلیون سال پیش در فرانسه حضور داشته باشند. نئاندرتال‌ها از حدود ۴۰۰٬۰۰۰ سال قبل از میلاد در اروپا حضور داشتند، اما حدود ۴۰٬۰۰۰ سال پیش، احتمالاً در اثر رقابت با انسان‌های مدرن در دوره ای از هوای سرد، منقرض شدند. قدیمی‌ترین هوموساپینس تا ۴۳۰۰۰ سال پیش (
پارینه‌سنگی زبرین) وارد اروپا شدند.
نقاشی‌های غارهای پارینه سنگی گارگاس (حدود ۲۵۰۰۰ سال قبل از میلاد) و لاسکو (حدود ۱۵۰۰۰ سال قبل از میلاد) و همچنین سنگ‌های کارناک عصر نئولیتیک (حدود ۴۵۰۰ سال قبل از میلاد) از جمله بقایای بسیاری از فعالیت‌های پیش از تاریخ محلی در منطقه هستند. در کالکولیتیک و اوایل عصر برنز، قلمرو فرانسه تا حد زیادی تحت سلطه فرهنگ بیکر قرار داشت، به دنبال آن فرهنگ تومولوس آرموریکان، فرهنگ رون، فرهنگ تومولوس، فرهنگ زمین خاکستردان و فرهنگ عصر برنز اقیانوس اطلس، از جمله موارد دیگر هستند. عصر آهن شاهد توسعه فرهنگ هالشتات و پس از آن فرهنگ لا تن، آخرین مرحله فرهنگی قبل از گسترش روم در سراسر گال بود.

## پیش از فرانک‌ها
سرزمین گل از نظر رومیان منطقه وسیعی بود که علاوه بر فرانسه امروزی، بلژیک، سوئیس و ساحل غربی رود راین را در بر می‌گرفت. گل‌ها از تبار سلتی بودند. رومی‌ها در سال ۱۲۵ پیش از میلاد، وارد سرزمین گل شده و به مرور آن را تصرف کردند.

## سده‌های میانه
سال ۴۸۶ پس از میلاد، کلوویس یکم رهبر فرانک‌ها با شکست فرماندار رومی گل، اداره اوضاع آن سرزمین را در دست گرفت. بین سده‌های پنجم تا نهم میلادی، سلسله‌های سلطنتی مروونژیان و کارولنژیان بر سرزمین گل حکومت کردند. در سده نهم میلادی با تضعیف حکومت مرکزی، وضعیت ملوک الطوایفی بر فرانسه حاکم شد. قدرت‌گیری مجدد پادشاهان در سده دهم صورت گرفت و رونق اقتصادی و پیشرفت علمی و فرهنگی از سده سیزدهم به بعد ایجاد شد.
بین سال‌های ۱۰۶۰ تا ۱۳۲۲ میلادی تمامی پادشاهان فرانسه لوئی یا فیلیپ نام داشتند.
طی سال‌های ۱۳۳۷ تا ۱۴۵۳ میلادی، جنگ صدساله بین انگلیسیها و فرانسوی‌ها روی داد. زمینه اصلی جنگ، اختلاف بر سر مالکیت سواحل دریای مانش بود که از سده یازدهم بروز کرده بود؛ اما جرقه شروع رسمی آن، ادعای ادوارد سوم، پادشاه انگلستان، مبنی بر تملک تاج و تخت فرانسه بود. در نبرد دریایی سال ۱۳۴۰، فرانسه به سختی شکست خورد. در سال ۱۳۴۶، بار دیگر فرانسویان در ناحیه کرسی شکست خوردند و سال بعد بندر کاله به دست انگلستان افتاد. در نبردی که طی سال ۱۳۵۶، در ناحیه پواتیه رخ داد، ژان دوم، پادشاه فرانسه مغلوب و اسیر شد. دوره نخست جنگ، در حالی در سال ۱۳۶۰ پایان یافت که فرانسوی‌ها شکست خورده و به موجب پیمان بریتانی، مناطق زیادی از فرانسه در اختیار انگلیسی‌ها قرار گرفته بود. پیمان مذکور، ناحیه کاله و نواحی غربی و جنوب غربی فرانسه را به انگلستان واگذار کند. در دوره دوم فرانسوی‌ها با فداکاری‌های ژاندارک و کمک‌های دوک بورگونیه پیروز شدند و بیشتر سرزمین‌هایی را که در دوره نخست از دست داده بودند، بازپس گرفتند. جنگ صد ساله باعث رشد هویت ملی و تقویت حس وطن‌پرستی انگلیسی‌ها و فرانسوی‌ها گشت.
جنگ‌های طولانی مدت با اسپانیا و ایتالیا، شیوع طاعون و کشمکش‌های کاتولیک‌ها و پروتستان‌ها نیز مزید بر علت شد و دشواریهای فراوانی را در سده‌های چهاردهم و پانزدهم برای فرانسوی‌ها رقم زدند.
لوئی چهاردهم با لقب پادشاه آفتاب، سال ۱۶۶۱ به پادشاهی رسید و تا سال ۱۷۱۵ با خودکامگی تمام حکومت نمود. پس از او نواده‌اش لوئی پانزدهم به سلطنت رسید. او فرانسه را درگیر جنگ‌های جانشینی اتریش (۱۷۴۰ تا ۱۷۴۸) کرد و موجب تهی شدن خزانه کشور شد.

## انقلاب کبیر فرانسه و پیامدهای آن

قلمرو فرانسه از ۹۸۵ تا ۱۹۴۷ میلادی

انقلاب کبیر فرانسه به سال ۱۷۸۹، عصر نوینی در تاریخ فرانسه و جهان آغاز نمود. دانتون و روبسپیر که از سران انقلاب بودند، به قلع و قمع شدید مخالفان داخلی پرداخته، عصر ترور یا وحشت را آغاز نمودند. مخالفان، روبسپیر را برکنار نموده و به سال ۱۷۹۴ اعدام کردند؛ اما در تأمین امنیت و ثبات کشور ناکام ماندند. در این شرایط ناپلئون بناپارت به سال ۱۷۹۹ کودتا نمود، و در ۱۸۰۴ خود را امپراتور خواند. با شکست ناپلئون در نبرد واترلو در سال ۱۸۱۵، لوئی هجدهم به سلطنت رسید. در زمان او کنگره وین تشکیل شده و مرزهای اروپای مرکزی و از جمله فرانسه و آلمان را تثبیت کرد.

## سده بیستم

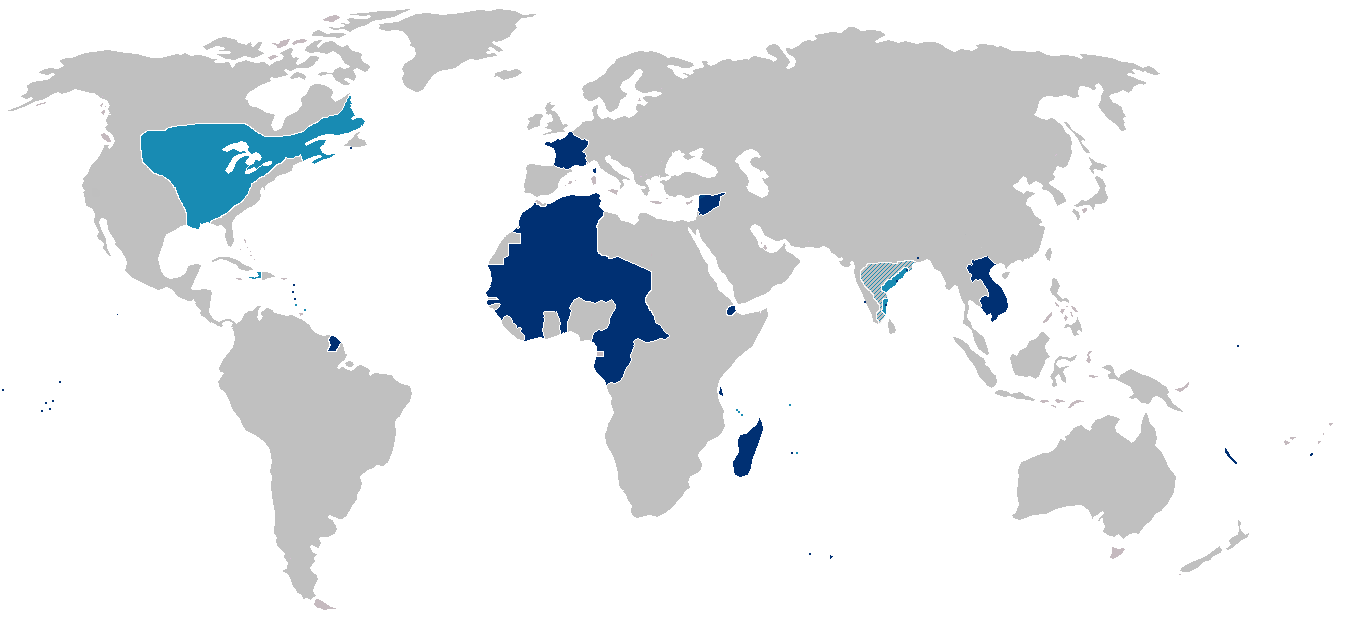
مستعمرات فرانسه

با پایان جنگ جهانی اول در سال ۱۹۱۸، فرانسه با وجود متحمل شدن خسارات بسیار نواحی آلزاس و لورن را از آلمان پس گرفت. در جریان جنگ جهانی دوم، ماه ژوئن سال ۱۹۴۰ و در جریان تهاجم برق‌آسای آلمان به فرانسه، مارشال پتن به نمایندگی فرانسه، پیمان عدم مخاصمه با آلمان را امضا کرد و حکومتی دست نشانده در فرانسه روی کار آمد.
همزمان ژنرال شارل دوگل دولت در تبعید فرانسه را در لندن تشکیل داد. با آزاد شدن فرانسه در ۱۹۴۴، دولت دوگل به پاریس انتقال یافت. پس از سال ۱۹۴۵، مستعمرات فرانسه به تدریج به استقلال رسیدند. آخرین مستعمره اصلی فرانسه الجزایر بود که در ۱۹۶۱ مستقل شد.
فرانسه یکی از متنوع‌ترین کشورهای عضو اتحادیه اروپا از نظر نژادی است. ممنوعیت حضور با حجاب اسلامی زنانه در مراکز آموزشی و ممنوعیت استفاده از برقع در کلیه اماکن عمومی از جنجال‌های اخیر این کشور به‌شمار می‌آیند.